# Kyokutenzan Takeshi
Kyokutenzan Takeshi (旭天山 武?   , nacido el 4 de agosto de 1973 como Batmönkhiin Enkhbat (Батмөнхийн Энхбат en mongol) en Ulán Bator, Mongolia) es un exluchador profesional de sumo, uno de los primeros mongoles en unirse a este deporte en Japón, junto con Kyokutenhō y Kyokushūzan. Kyokutenzan Takeshi nunca llegó al estado de sekitori, no obstante fue considerado comor un mentor junto a otros jóvenes luchadores de sumo mongoles que le siguieron como Hakuhō y Harumafuji. También fue tsukebito de Kyokutenhō.
En 2005 obtuvo la nacionalidad japonesa, pero se trasladó a Alemania junto con su esposa para dirigir un negocio. En mayo de 2008 nació su primera hija.
Desde su debut en el sumo utilizó el shikona de Kyokuranzan Takeshi (旭嵐山 武?), pero para mayo de 2005 lo cambiaría a su actual shikona.
Nunca pudo debutar en jūryō, la segunda división más alta del sumo, por debajo de makuuchi.
Nunca pudo ganar ningún yūshō de ninguna categoría.

## Historial
| Año (Honbasho) | Hatsu Basho (enero) (ciudad de Tokio) | Haru Basho (marzo) (ciudad de Osaka) | Natsu Basho (mayo) (ciudad de Tokio) | Nagoya Basho (julio) (ciudad de Nagoya) | Aki Basho (septiembre) (ciudad de Tokio) | Kyushu Basho (noviembre) (ciudad de Fukuoka) | Victorias / Derrotas / Ausencias |
| 1992           | ─                                     | Maezumo Hatsu Dohyō 0 - 0            | Jonokuchi 46 Oeste 6 - 1             | Jonidan 98 Este 3 - 4                   | Jonidan 121 Este 5 - 2                   | Jonidan 79 Este 4 - 3                        | 18 - 10                          |
| 1993           | Jonidan 46 Este 4 - 3                 | Jonidan 23 Oeste 4 - 3               | Jonidan 1 Este 1 - 6                 | Jonidan 38 Oeste 5 - 2                  | Jonidan 1 Oeste 3 - 4                    | Jonidan 19 Oeste 4 - 3                       | 21 - 21                          |
| 1994           | Jonidan 4 Oeste 4 - 3                 | Sandanme 85 Oeste 3 - 4              | Jonidan 2 Este 2 - 5                 | Jonidan 31 Este 6 - 1                   | Sandanme 72 Este 3 - 4                   | Sandanme 89 Este 3 - 4                       | 21 - 21                          |
| 1995           | Jonidan 4 Este 4 - 3                  | Sandanme 68 Este 5 - 2               | Sandanme 32 Oeste 3 - 4              | Sandanme 44 Oeste 3 - 4                 | Sandanme 63 Este 4 - 3                   | Sandanme 42 Oeste 5 - 2                      | 24 - 18                          |
| 1996           | Sandanme 10 Oeste 4 - 3               | Makushita 59 Este 3 - 4              | Sandanme 20 Este 4 - 3               | Sandanme 6 Oeste 3 - 4                  | Sandanme 21 Este 3 - 4                   | Sandanme 35 Oeste 4 - 3                      | 21 - 21                          |
| 1997           | Sandanme 20 Oeste 2 - 5               | Sandanme 44 Este 6 - 1               | Makushita 58 Oeste 5 - 2             | Makushita 37 Oeste 2 - 5                | Sandanme 4 Este 2 - 5                    | Sandanme 31 Oeste 4 - 3                      | 21 - 21                          |
| 1998           | Sandanme 18 Este 2 - 5                | Sandanme 44 Oeste 4 - 3              | Sandanme 30 Oeste 4 - 3              | Sandanme 17 Este 4 - 3                  | Sandanme 6 Este 4 - 3                    | Makushita 56 Oeste 5 - 2                     | 23 - 19                          |
| 1999           | Makushita 35 Oeste 3 - 4              | Makushita 46 Este 3 - 4              | Sandanme 2 Este 5 - 2                | Makushita 45 Oeste 1 - 6                | Sandanme 7 Oeste 4 - 3                   | Makushita 59 Este 2 - 5                      | 18 - 24                          |
| 2000           | Sandanme 23 Este 5 - 2                | Makushita 58 Este 4 - 3              | Makushita 51 Este 4 - 3              | Makushita 42 Este 4 - 3                 | Makushita 33 Este 1 - 6                  | Makushita 51 Oeste 5 - 2                     | 23 - 19                          |
| 2001           | Makushita 32 Oeste 4 - 3              | Makushita 26 Este 5 - 2              | Makushita 17 Oeste 1 - 6             | Makushita 40 Este 3 - 4                 | Makushita 53 Este 4 - 3                  | Makushita 34 Oeste 5 - 2                     | 22 - 20                          |
| 2002           | Makushita 18 Este 4 - 3               | Makushita 16 Este 3 - 4              | Makushita 26 Oeste 4 - 3             | Makushita 19 Este 2 - 5                 | Makushita 37 Oeste 4 - 3                 | Makushita 27 Oeste 1 - 6                     | 18 - 24                          |
| 2003           | Makushita 55 Este 3 - 4               | Sandanme 10 Oeste 4 - 3              | Makushita 58 Oeste 4 - 3             | Makushita 50 Oeste 5 - 2                | Makushita 31 Este 3 - 4                  | Makushita 41 Oeste 4 - 3                     | 23 - 19                          |
| 2004           | Makushita 29 Oeste 1 - 6              | Makushita 55 Oeste 6 - 1             | Makushita 25 Oeste 5 - 2             | Makushita 13 Este 2 - 5                 | Makushita 28 Este 3 - 4                  | Makushita 36 Este 3 - 4                      | 20 - 22                          |
| 2005           | Makushita 44 Oeste 3 - 4              | Makushita 56 Oeste 4 - 3             | Makushita 48 Este 1 - 6              | Sandanme 18 Oeste 5 - 2                 | Makushita 58 Este 4 - 3                  | Makushita 49 Este 3 - 4                      | 20 - 22                          |
| 2006           | Sandanme 2 Oeste 4 - 3                | Makushita 52 Este 3 - 4              | Sandanme 5 Oeste 4 - 3               | Makushita 55 Oeste 4 - 3                | Makushita 47 Oeste 3 - 4                 | Makushita 56 Oeste 4 - 3                     | 22 - 20                          |
| 2007           | Makushita 46 Oeste 2 - 5              | Sandanme 8 Oeste 4 - 3               | Makushita 57 Oeste 5 - 2             | Makushita 45 Este 4 - 3                 | Makushita 37 Oeste 4 - 3                 | Makushita 29 Oeste 1 - 6                     | 20 - 22                          |
| 2008           | Makushita 52 Oeste 0 - 0 - 7          | ─                                    | ─                                    | ─                                       | ─                                        | ─                                            | 0 - 0 - 7                        |